# Sulaiman bin Abd al-Aziz ar-Radschihi

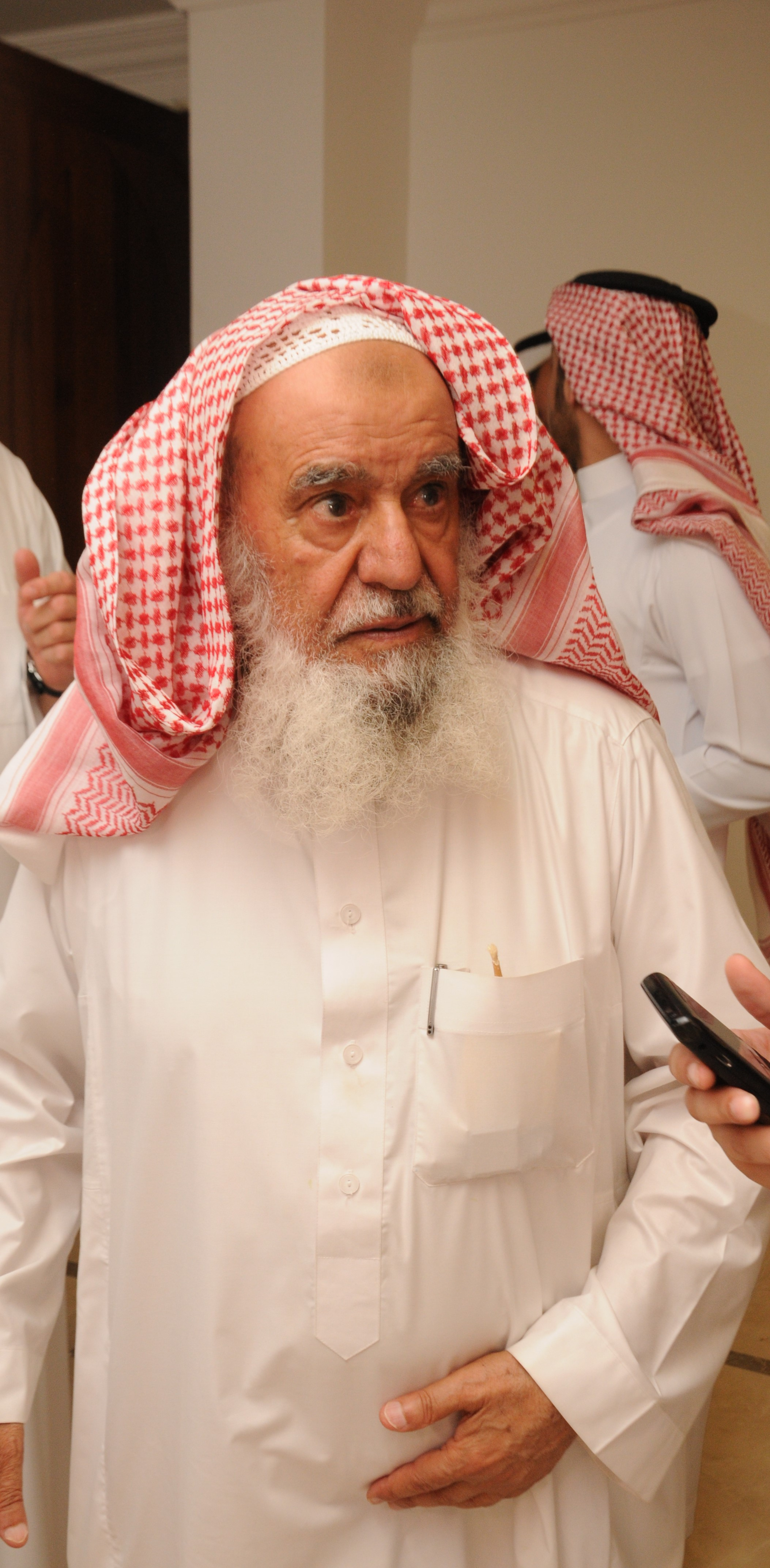
Sulaiman bin Abd al-Aziz ar-Radschihi (2012)

Sulaiman bin Abd al-Aziz ar-Radschihi (arabisch سليمان بن عبد العزيز الراجحي, DMG Sulaimān b. ʿAbd al-ʿAzīz ar-Rāǧiḥī; * 30. November 1928) 
ist ein saudi-arabischer Unternehmer und Bankier.

## Leben
Ar-Radschihi wuchs in der Nadschdregion auf. In jungen Jahren begann er mit seinen Geschwistern Pilger, die durch die Wüste nach Mekka und Medina reisten, durch Karawanen zu transportieren. Gemeinsam mit seinem Bruder Saleh Abdul Aziz Al Rajhi gründete er die saudi-arabische Al Rajhi Bank Saudi Arabia. Ihm gehört unter anderem die größte Shrimpsfarm in Saudi-Arabien. In seiner Heimatstadt gründete er die private Sulaiman Alrajhi University. Nach Angaben des US-amerikanischen Forbes Magazine gehörte er zu den reichsten Saudi-Arabern. Ar-Radschihi war verheiratet und hat mindestens 23 Kinder.